# Будинок жіночої гімназії (Запоріжжя)
Будинок жіночої гімназії – пам’ятка архітектури та містобудування місцевого значення. Внесений до Державного реєстру нерухомих пам’яток України (охоронний номер 10-Зп від 16.06.2011). Розташований за адресою: м. Запоріжжя, вул. Гоголя, 62/31.

## Історія
Історія створення в Олександрівську жіночої гімназії почалася у 1897 році, коли це питання було вперше розглянуто міською владою, а у 1902 році навчальний заклад розпочав свою діяльність.
Два роки потому при гімназії була відкрита зразкова підготовча школа.
У 1911 році до внутрішнього корпусу була добудована домова церква.
Станом на 1913 рік в гімназії навчалася 141 учениця.
Навчальна програма містила як з обов’язкові дисципліни, серед яких: Закон Божий, російська мова, арифметика, географія, історія, чистописання, рукоділля, природознавство, так і необов’язкові: іноземні мови, малювання, музика, спів і танці.
Під час визвольних змагань, у 1920 році, в приміщенні жіночої гімназії був розташований штаб 30-ї стрілецької дивізії РСЧА; у 1921-му більшість приміщень була відведена під військовий шпиталь.
В подальшому в будівлі знаходились навчальні заклади: у 1926 році Запорізький педагогічний технікум, упродовж 1950-х-1970-х років - школа № 65. 
У 1979 році будівля була повернута Запорізькому педагогічному інституту.
Послідовно в ній перебували  факультет фізичного виховання та історичний факультет.
Від 1987 року і дотепер в будівлі колишньої жіночої гімназії, яка зараз є третім навчальним корпусом Запорізького національного університету, розташований біологічний факультет. 

## Архітектура та планування
Будинок жіночої гімназії був зведений у стилі неоренесансу за проектом головного архітектора міста Фаддея Пекутовського та є цегляною двоповерховою спорудою із цокольним напівпідвалом. Дахи – вальмові, двосхилі із шиферним покриттям.
Фасад збудований за центральноосьовою схемою; оздоблений значною кількістю декоративних деталей. Широкий ризаліт акцентований аттиковим парапетом та арочним порталом головного входу. Бічні ризаліти фланковані наріжними стовпами.
Внутрішнє планування виконано за однобічно-коридорною схемою.
При головному вході розташований хол, розділений на півциркульними арками, через який здійснюється вхід до коридору центральної частини будівлі.